# رئيس بيرو
رئيس بيرو (بالإسبانية: Presidente del Perú) المسمى رسميًا رئيس جمهورية بيرو (بالإسبانية: Presidente de la República del Perú) هو رئيس الدولة ورئيس حكومة بيرو. الرئيس هو رئيس السلطة التنفيذية والرئيس الأعلى للقوات المسلحة والشرطة في بيرو. يتوافق منصب الرئيس مع أعلى قضاة في الدولة، مما يجعل الرئيس أعلى مسؤول عام في بيرو. بسبب صياغة المساءلة المفسرة على نطاق واسع في دستور بيرو لعام 1993 ، يمكن لكونغرس بيرو عزل الرئيس دون سبب ، مما يجعل السلطة التنفيذية خاضعة للسلطة التشريعية.
يتم انتخاب الرئيس لتوجيه السياسة العامة للحكومة والعمل مع كونغرس الجمهورية ومجلس الوزراء لسن الإصلاح ، ويكون مسؤولاً عن الدولة، وينفذ دستور 1993 الذي يحدد المتطلبات الحقوق والالتزامات الرئاسية، يقع الفرع التنفيذي في بالاسيو دي غوبيرنو ، في المركز التاريخي لمدينة ليما. تم استخدام المبنى وشغله من قبل رؤساء دول بيرو الذي يعود تاريخه إلى فرانسيسكو بيزارو ونواب الملك في بيرو.
الرئيس الحالي لبيرو هو دينا بولوارت، الذي خلف بيدرو كاستيلو في 7 ديسمبر 2022.